# Balladen om Carl-Henning
Balladen om Carl-Henning er en dansk film fra 1969, skrevet og instrueret af Lene Grønlykke og Sven Grønlykke. Det er en stilfærdig hverdagsfilm fra Sønderjylland om Carl-Henning (Jesper Klein) og hans ven Poul (Paul Hüttel) og deres omgivelser. Carl-Henning er en godmodig, men pjattet ung mand uden situationsfornemmelse. Da han en dag bliver ude af stand til at betale de øl, som han har købt ved det lokale bal, og forsøger at låne af pengekassen på sin arbejdsplads, ender det tragisk.

## Medvirkende
- Jesper Klein
- Paul Hüttel
- Mime Fønss
- John Wittig
- June Belli
- Olaf Ussing
- Poul Glargaard
- Carl Bent Kaas Hansen